# Bo Diddley/I'm a Man
Bo Diddley/I'm a Man è il primo singolo di Bo Diddley, pubblicato nel 1955.
Nel 2012 i due brani del singolo sono stati inseriti nel National Recording Registry dalla Biblioteca del Congresso per particolari meriti "culturali, storici, o estetici". Nel 2017, il singolo è stato ammesso nella Blues Hall of Fame.

## Tracce singolo
1. Bo Diddley (Ellas McDaniels) - 2:27
2. I'm a Man (Ellas McDaniels) - 2:55